# Joseph Butler

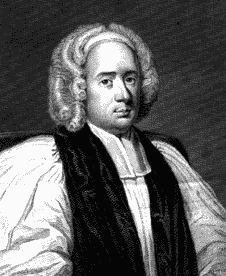
Joseph Butler

Joseph Butler (18 de mayo de 1692 en Wantage, Berkshire - 16 de junio de 1752), fue un filósofo y teólogo inglés. Se le considera como el crítico más importante de las teorías del egoísmo psicológico en el siglo XVIII. Butler afirmaba que lo que hay que lamentar no es que los hombres se preocupen demasiado por su propio bien o interés, sino que no se preocupen lo suficiente. 

## Biografía
Joseph Butler se dio a conocer a la edad de 21 años por las objeciones que dirigió contra Clarke, luego de la publicación del Tratado de la existencia de Dios. Luego de haber desempeñado distintos cargos, fue secretario del gabinete de la reina Carolina de Brandeburgo-Ansbach, luego obispo de Bristol (en 1738) y, finalmente, de Durham (en 1750). 
Publica en 1736 La analogía de la religión natural. Se conservan de él diversos sermones célebres.
Fue uno de los filósofos más importantes de la época.